# Клиничка слика
Клиничка слика, испољавање болести је скуп типичних и карактеристичних субјективних тегоба (симптома болести) објективних промена (знаци болести) којима се одликује нека болест. Клиничка слика поред симптома и знакова болести обухвата и морфолошко-функцијске поремећаје у организму, који се доказују, резултатима тестова и другим изворима података, укључујући и пацијентову самопроцену.

## Начин испољавања клиничке слике
Клиничка слика болести испољава се на следећа три начина;
- Субјективним тегобама (сметњама) које се називају симптоми болести.
- Објективним променама, знацима болести, које запажа сам болесник а утврђује лекар методологијом објективног (физикалног) прегледа.
- Поремећајем грађе и функција одређених ткива и органа, (морфолошке промене и функцијски поремећаји) који се код пацијента утврђују применом одређених метода, (тзв. допунским испитивањем).